# Гельмут Турманн
Гельмут Турманн (нім. Helmut Thurmann; 5 січня 1915, Ліппштадт — 4 січня 1991) — німецький офіцер-підводник, капітан-лейтенант крігсмаріне.

## Біографія
3 квітня 1935 року вступив на флот. З серпня 1939 року — офіцер із загороджувального озброєння на мінному загороджувачі «Пруссія», з лютого 1940 року — «Танненберг», з листопада 1941 року — «Ульм», в квітні-травні 1942 року — в 1-й дивізії охорони, з червня 1942 року — при управлінні морського загороджувального озброєння в Куксгафені.
З 4 березня по 5 червня 1943 року пройшов курс навігації, з 4 червня по 30 листопада — курс підводника, 1-15 грудня — курс кермування, з 16 жовтня 1943 по 9 лютого 1944 року — курс командира підводного човна, після чого був направлений на будівництво підводного човна U-1234. З 19 квітня 1944 року — командир U-1234. 15 травня 1944 року переданий в розпорядження 31-ї флотилії. В червні 1944 року направлений на будівництво U-3004. З 30 серпня 1944 року — командир U-3004. З 14 березня 1945 року служив в штабі 1-го морського штурмового батальйону. 8 травня 1945 року взятий в полон британськими військами. 28 грудня 1946 року звільнений.

## Звання
- Кандидат в офіцери служби озброєння (3 квітня 1935)
- Кадет служби озброєння (25 вересня 1935)
- Фенріх служби озброєння (1 травня 1937)
- Оберфенріх служби озброєння (1 липня 1938)
- Лейтенант служби озброєння (1 жовтня 1938)
- Оберлейтенант служби озброєння (1 жовтня 1940)
- Капітан-лейтенант (1 квітня 1943)

## Нагороди
- Медаль «За вислугу років у Вермахті» 4-го класу (4 роки)
- Залізний хрест
  - 2-го класу (1940)
  - 1-го класу (1942)
- Нагрудний знак мінних тральщиків (1941)